# 控制性详细规划

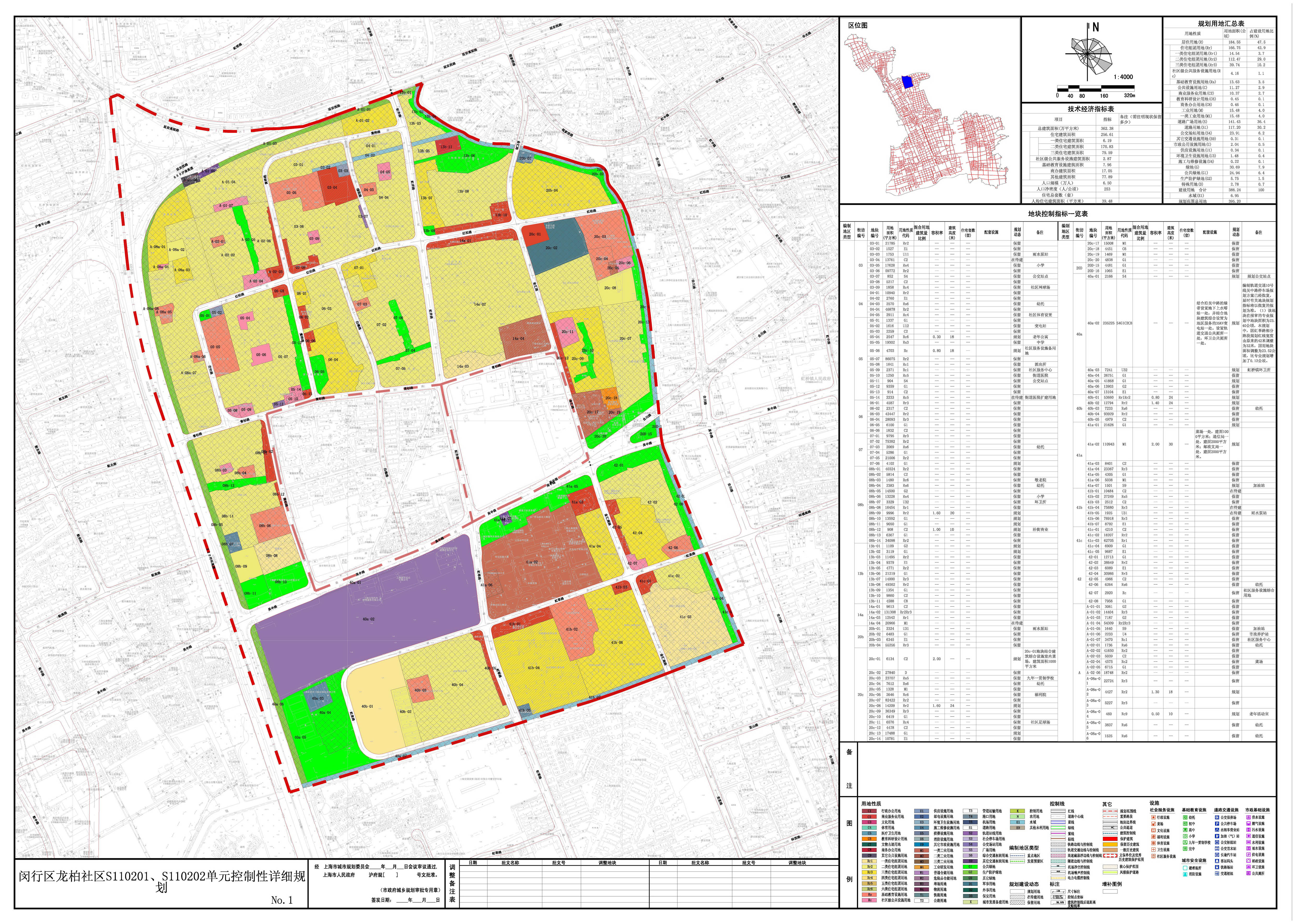
上海市闵行区龙柏社区S110201、S110202单元控制性详细规划

控制性详细规划，简称控规，是中华人民共和国内地的城市规划体系中的一种规划类型。在《城市规划基本术语标准》（GB/T 50280-98）中，控制性详细规划的定义为“以城市总体规划或分区规划为依据，确定建设地区的土地使用性质和使用强度的控制指标、道路和工程管线控制性位置以及空间环境控制的规划要求。”其上位规划为总体规划/市县级国土空间规划，下位规划为修建性详细规划（即场地规划）。控制性详细规划以各种指标将总体规划的宏观的控制转化为可执行的微观的控制，在规划体系中起到“承上启下”的作用，与管理结合、与开发衔接。
在深圳，控制性详细规划被称为法定图则，该称呼沿用自香港的法定图则。在其他地区，“法定图则”是指控制性详细规划中的“规划图则”和“分图图则”。

## 历史
改革开放前，由于中国大陆采用的是计划经济体制，多数建造活动为政府计划的行为由政府直接负责，因此管控城市规划和建设的需求并不迫切。改革开放后，中国大陆逐渐转向市场经济。1982年，上海虹桥开发区编制土地出让规划，成为中国控制性详细规划的开端。1988年，中国实行土地有偿使用制度，即一种土地批租制度，土地的经济价值因此得以释放，因而需要对市场化的开发行为进行管理和控制。
1980年代时，中国的控制性详细规划仍然不完善，处于摸索阶段。1991年的《城市规划编制办法》首次确立了控制性详细规划在中国城市规划体系中的法律地位。
2008年1月1日，《城乡规划法》实施，原《城市规划法》废止。《城乡规划法》基本确立了控制性详细规划的制度框架，并规定国有土地出让前必须编制控制性详细规划：
第三十八条　在城市、镇规划区内以出让方式提供国有土地使用权的，在国有土地使用权出让前，城市、县人民政府城乡规划主管部门应当依据控制性详细规划，提出出让地块的位置、使用性质、开发强度等规划条件，作为国有土地使用权出让合同的组成部分。未确定规划条件的地块，不得出让国有土地使用权。
……
2011年1月1日，《城市、镇控制性详细规划编制审批办法》开始实施。

## 制定
《中华人民共和国城乡规划法》中关于控制性详细规划的规定如下：
第十九条　城市人民政府城乡规划主管部门根据城市总体规划的要求，组织编制城市的控制性详细规划，经本级人民政府批准后，报本级人民代表大会常务委员会和上一级人民政府备案。
第二十条　镇人民政府根据镇总体规划的要求，组织编制镇的控制性详细规划，报上一级人民政府审批。县人民政府所在地镇的控制性详细规划，由县人民政府城乡规划主管部门根据镇总体规划的要求组织编制，经县人民政府批准后，报本级人民代表大会常务委员会和上一级人民政府备案。
《城市规划编制办法》规定：
第二十四条　编制城市控制性详细规划，应当依据已经依法批准的城市总体规划或分区规划，考虑相关专项规划的要求，对具体地块的土地利用和建设提出控制指标，作为建设主管部门（城乡规划主管部门）作出建设项目规划许可的依据。 编制城市修建性详细规划，应当依据已经依法批准的控制性详细规划，对所在地块的建设提出具体的安排和设计。

## 内容
根据《城市规划编制办法》，控制性详细规划应当包括下列内容：
1. 确定规划范围内不同性质用地的界线，确定各类用地内适建，不适建或者有条件地允许建设的建筑类型。
2. 确定各地块建筑高度、建筑密度、容积率、绿地率等控制指标；确定公共设施配套要求、交通出入口方位、停车泊位、建筑后退红线距离等要求。
3. 提出各地块的建筑体量、体型、色彩等城市设计指导原则；
4. 根据交通需求分析，确定地块出入口位置、停车泊位、公共交通场站用地范围和站点位置、步行交通以及其它交通设施。规定各级道路的红线、断面、交叉口形式及渠化措施、控制点坐标和标高。
5. 根据规划建设容量，确定市政工程管线位置、管径和工程设施的用地界线，进行管线综合。确定地下空间开发利用具体要求。
6. 制定相应的土地使用与建筑管理规定。

控制性详细规划确定的各地块的主要用途、建筑密度、建筑高度、容积率、绿地率、基础设施和公共服务设施配套规定应当作为强制性内容。
控制性详细规划成果应当包括规划文本、图件和附件。图件由图纸和图则两部分组成，规划说明、基础资料和研究报告收入附件。

## 其他地区
中国内地以外的地区中，与控制性详细规划（regulatory plan）作用相似的城市规划有：
- 香港：法定圖則（statutory plan），中觀層面的控制，深度大致相當於內地的分區規劃[6]
- 臺灣：細部計畫（detailed plan）[7]
- 美国：區劃（zoning）[6]
- 新加坡：總體規劃（master plan），其深度與中國大陸的控規類似，但覆蓋全城，動態更新